# Khalen Young
Khalen Young (Perth, 20 de noviembre de 1984) es un deportista australiano que compitió en ciclismo en la modalidad de BMX. Ganó una medalla de plata en el Campeonato Mundial de Ciclismo BMX de 2007, en la carrera masculina.

## Palmarés internacional
| Campeonato Mundial | Campeonato Mundial | Campeonato Mundial | Campeonato Mundial |
| Año                | Lugar              | Medalla            | Competición        |
| ------------------ | ------------------ | ------------------ | ------------------ |
| 2007               | Victoria (Canadá)  | Medalla de plata   | Carrera            |